# Écu
Il termine écu (in italiano scudo) si riferisce a diverse monete francesi, nonché a monete di altri paesi influenzati dalla Francia.
Il valore dell'écu variò considerevolmente negli anni.
Inizialmente il termine era riferito a monete d'oro, ma nel 1640 Luigi XIII mise in atto una riforma monetaria con l'emissione di una nuova moneta d'oro, il luigi d'oro, ed il termine passò ad indicare le monete d'argento (écu d'argent) mentre per le monete d'oro invalse il nome di écu d'or.

## Etimologia
Écu (dal latino scutum) significa scudo e la moneta ebbe questo nome perché vi era rappresentato lo stemma. Il termine è legato ad altre monete come lo scudo e l'escudo.

## Storia
Il primo écu fu una moneta d'oro (l'écu d'or) coniata durante il regno di Luigi IX di Francia, nel 1266.

## Écu d'or
Gli écu d'or furono coniati dal XIII al XVII secolo.
La prima moneta con questo nome fu il denier d'or à l'écu, la prima moneta in oro francese, fatta coniare da Luigi IX poco tempo prima di partire per l'ottava crociata, da cui non fece ritorno. La moneta aveva le stesse dimensioni del grosso tornese, con un peso di ca. 4,19g a 24 carati. Il valore della moneta è stato oggetto di controversie: alcuni hanno ipotizzato un rapporto di 1:10 tra oro ed argento, ma nello stesso periodo per 10 grossi circolava già il fiorino che pesava solo 3,52g. Di questa prima emissione ci sono rimasti pochissimi esemplari, il che lascia supporre che o ne siano stati coniati pochi o che siano stati fusi in seguito.
Écu d'or á la chaise
La moneta fu ripresa sotto Filippo VI di Valois (1328-1350), nel 1336. La moneta valeva 25 sol parisis. Era detta écu d'or à la chaise (alla sedia) perché il re era raffigurato assiso in trono. Prese anche il nome di fleudelisé, per i gigli rappresentati. Valeva una livre tournois. Ne furono battute sei emissioni n 12 anni: mentre il peso rimase costante di 4,53g, il titolo scese da 24 a 21kt. Questa moneta fu imitata nella Contea delle Fiandre da Louis de Male e da Filippo II, dai klinkhart emessi per i Paesi Bassi da Alberto I di Baviera e da Filippo il Buono di Borgogna.
Écu d'or á la couronne
La moneta fu emessa da Carlo VI nel 1384, per un valore di 22 sol e 6 denier tournois. Prese il nome dalla corona (couronne) posta al dritto sopra lo stemma di Francia. Sotto Carlo ne furono battuta cinque emissioni fino al 1411, con il titolo sempre a 24 K ma di peso progressivamente diminuito da 4,08g a 3,82. La sesta emissione del 1419 ebbe una diminuzione sia del titolo a 23kt che del peso a 3,65g ma contestualmente il valore crebbe a 30 sol, cioè una livre tournois e mezzo. Ci fu un'ulteriore emissione nel 1420 a Parigi e Tournai a peso ulteriormente ridotto. Nel dicembre dello stesso anno ci fu l'ultima emissione di Carlo VI con un peso questa volta di 3,71g, un titolo di 24kt ed il corso fu riportato al valore del 1385 di 22s 6d.
Una tipica moneta di Carlo VI ha al dritto la legenda "KAROLVS DEI GRACIA FRANCORVM REX", (Carlo per grazia di Dio re dei Francesi) e lo stemma coronato di Francia con i tre gigli. Al rovescio "XPC VINCIT XPC REGNAT XPC INPERAT" ed una croce fiorita e fogliata, gigli nei quarti, dentro un quadrilobo con corone nei quarti.
Sotto il regno di Carlo VI fu coniato anche il petit écu couronné ed il demi-écu heaumé.
Questa moneta fu coniata anche sotto Carlo VII (1422 - 1461). Ne aveva coniate tre emissioni in qualità di delfino dal 1419 al 1421. Sotto il suo regno ci furono almeno sei diverse emissioni con variazioni del titolo e del peso: il primo scese a 18kt ed il secondo a 3,49 grammi. Nel 1436 ci fu una nuova emissione con un écu detto écu neuf.
Écu neuf
Questo nuovo écu aveva ufficialmente lo stesso nome di quello precedente ma è noto come "écu neuf" ("nuovo"). Ne furono fatte sette emissioni dal 28 gennaio 1436 al 16 giugno 1455, nel corso delle quali il titolo passò dai 24kt iniziali a 28 ⅛ ed il peso da 3,49 a 3,44 grammi. L'emissione è caratterizzata dai due gigli affiancati allo stemma reale. Il valore iniziale della moneta era di 2 £-5s ma alla morte di Carlo VII era di 1£ 7s 6d; la moneta fu coniata con lo stesso valore anche da Luigi XI fino alla riforma del 1475, quando fu introdotto l'écu au soleil
Écu au soleil
Il nuovo tipo fu coniato da Luigi XI (1461-1483) nel 1475 al posto dell'écu a la couronne. Prese il nome dal piccolo sole che era rappresentato sopra la corona. Era a 23 1/3 carati e valeva 33 sol. Questa moneta fu imitata da molti stati europei. Sotto Carlo IX valeva 50 sol, sotto Enrico III 65 e sotto Luigi XIII arrivò al 94 sol. Fu coniato anche a Genova da Luigi XII quando prese possesso della città.
Altri nomi sono:
- Écu á la croisette: fatto coniare nel 1540 da Francesco I (1515-1547), con una piccola croce al rovescio e i gigli di Francia al dritto.
- Écu á la salamandre: écu au soleil fatto coniare da Francesco I con due salemandre ai lati dello stemma
- Écu aux porcs-épics: emesso nel 1507 sotto Luigi XII con due porcospini ai lati dello scudo
- Écu de Bretagne: altro nome dell'écu aux porcs-épics
- Écu de dauphine: monete battute dai delfini: recavano lo stemma del delfino con i gigli di Francia nel I e IV quarto ed il delfino negli altri due. Duelfini erano anche raffigurati nei quarti della croce del rovescio.
- Écu d'or de Béarn: fu coniato da Francesco Febo di Navarra (1479-1483) in qualità di signore del Béarn, una regione sud-occidentale della Francia a Morlaàs: al dritto la legenda FRANCISCVS FEBVS D G DOMINVS BEARN e lo stemma di Béarn con le due vacche, affiancato da due pugnali volti in alto; al rovescio la legenda +DOMINVS ILLUMINATIO MEA ET SALV e una croce fogliata accantonata da una spada e dalla lettera "F".
Un altro écu fu coniato nel Béarn da Henri d’Albret, re di Navarra e nonno del futuro Enrico IV. Al dritto lo stemma coronato di signore del Béarn con una vacca ed il sole in alto; intorno la legenda HENRICVS D G REX NAVARRAE ed al rovescio la legenda GRATIA.DEI.SVM.ID.QVOD.SVM ed una croce gigliata.

## Écu d'argent
Dal XVII al XVIII secolo, il termine écu fu usato esclusivamente per indicare una moneta d'argento di grande modulo, introdotta da Luigi XIII nel 1640) inizialmente per un valore di tre livres tournois.
Fino al 1725 i cambi furono instabili e furono emessi nuovi écu e quelli precedenti furono rivalutati. Dopo il 1726 l'écu rimase stabile con un valore di sei livre tournois.  L'écu d'argento, a volte chiamato louis d'argent) fu suddiviso in monete da 1/4 (quart d'écu) e da 1/2 écu (demi-écu).
Durante la rivoluzione francese furono inizialmente coniati degli écu della Convenzione (écu conventionel) e poi monete di pari valore ma denominate da sei livre. Con la coniazione del franco germinale l'écu non fu più coniato ma il termine rimase nell'uso comune per indicare la moneta d'argento da 5 franchi.
Agli écu coniati in questo periodo furono dati vari nomi in base ai tipi o altre caratteristiche.

### Luigi XIII (1610-1643)
Luigi XIII riorganizzò il sistema monetario francese intorno ad una moneta d'oro, il luigi ed una d'argento, detta écu d'argent o écu blanc.
La moneta presentava al dritto il busto del re, laureato, volto a sinistra e la legenda LVDOVICVS XIII D.G. FR ET NAV REX
Al rovescio era raffigurato lo stemma reale di Francia coronato e la legenda SIT NOMEN DOMINI BENEDICTVM e la data. In basso al centro il segno di zecca ("A" per Parigi, "D" Lione, "K" Bordeaux etc.)

### Luigi XIV (1643-1715)
Durante il lungo regno del re Sole furono battute molte varianti della moneta:
- écu à la mèche courte (dai capelli corti): le prime monete di Luigi XIV appena salito al trono nel 1643.
- écu à la mèche longue (dai capelli lunghi): dal nuovo ritratto reale (ca. 1649)
- écu de Béarn au buste juvénile coniato prima del 1663 a Pau, nel Béarn; al dritto era rappresentato il re con i capelli lunghi ed al rovescio lo scudo coronato partito: a sinistra le armi di Francia e a destra in alto le armi di Navarra e in basso le "vacche" del Béarn.
- écu à la cravate (con la cravatta) coniato verso nel 1679-81; detto anche "du Parlement".
- écu à la perruque (con la parrucca): variante coniata intorno al 1685. Anche degli écu coniati per le Fiandre hanno un ritratto simile
- écu aux huit L (con le otto "L"): coniata nel 1690 - 93, 1704-09 e sotto Luigi XV nel periodo 1724-25; la croce del rovescio era costruita con quattro paia di lettere "L" con al centro. Riprendeva un modello usato in precedenza da Luigi XIII per monete d'oro.[2]
- écu aux insignes (dalle insegne): nome dato ad una variante coniata nel 1701-1704. Al rovescio, dietro lo scudo circolare con i gigli si incrociavano le insegne della regalità, lo scettro, e della giustizia, il braccio.
- écu de Flandre (della Fiandra): fu coniato nel periodo 1686-1705 nell'allora capitale delle Fiandre francesi, Lilla
- écu aux trois couronnes (dalle tre corone): coniato nel periodo 1709-1715. Al rovescio erano raffigurate tre corone raggruppate intorno al segno di zecca. Le corone erano intervallate dai gigli di Francia.

### Luigi XV (1715-1774)
- écu "vertugadin" ("guardinfante"): si tratta della prima coniazione (1715-1717) du Luigi XV. Il guardinfante è il cerchio posto all'epoca sotto le gonne per tenerle larghe. Il nome viene alla moneta dalla forma circolare dello stemma raffigurato al rovescio.[2][5]
- écu aux lauriers (dagli allori): fu coniato da Luigi XV e da Luigi XVI nel periodo 1726-90; lo stemma rappresentato al rovescio era racchiuso in due rami di alloro. Fu detto anche écu neuf o écu de six livres; Circolò anche in Svizzera e nella Svizzera germanofona era anche detto Laubtaler.
- écu dit “à la vieille tête” (detto "dalla vecchia testa"): variante dell'écu aux lauriers coniata negli ultimi anni di re Luigi XV.

### Luigi XVI (1774-1792)
Luigi XVI usò inizialmente gli stessi tipi del nonno e coniò anch'egli un écu aux lauriel molto simile alla moneta di Luigi XV
Con la rivoluzione fu coniato un écu constitutionnel: al dritto era raffresentato il re volto a sinistra e il nuovo titolo di LOUIS XVI ROI DES FRANÇAIS, poi corretto in ROI DES FRANÇOIS (re dei Francesi) al posto del precedente titolo di "re di Francia e Navarra". Al rovescio era rappresentato il genio alato della Francia mentre scrive CONSTI / TUTION in due linee su una tavola posta su colonna, con a sinistra i fascio ed a destra il galletto. In alto la legenda recitava REGNE DE LA LOI ("regno della legge) e sotto la data era riportata come "L'AN 4 DE LA LIBERTÉ". Nel contorno LA NATION LA LOI ET LE ROI.
La moneta faceva parte della nuova struttura monetaria che sostituiva quella precedente e che verrà ulteriormente modificata poi dalla Convenzione Nazionale.
L'écu constitutionnel
| Monete  | Reali                                           | Costituzionali                            | Convenzionali                                                |
| ------- | ----------------------------------------------- | ----------------------------------------- | ------------------------------------------------------------ |
| Bronzo  | liard 1/2 sol 1 sol                             | 3 denier 6 denier 12 denier 2 sol         | - 1/2 sol aux balances 1 sol aux balances 2 sol aux balances |
| Argento | 6 sol 12 sol - 24 sol - 1/2 écu écu de 6 livres | - 15 sol - 30 sol 1/2 écu écu de 6 livres | - 6 livre                                                    |
| Oro     | 1 Luigi d'oro 2 Luigi d'oro                     | Luigi da 24 livres -                      | 24 livres -                                                  |

### Convenzione Nazionale
Dopo la caduta della monarchia fu coniata l'ultima moneta denominata écu. Aveva sempre il valore di 6 livre ed al posto del ritratto del re c'era l'indicazione in lettere del valore raccolta in una corona di quercia. Nel giro la legenda REPUBLIQUE FRANÇOISE.

## Altriécu
Écu di Monacodegli écu furono coniati anche nel principato di Monaco, in base agli accordi monetari.
Sono note le emissioni di Onorato II (1604-1662) e Luigi I 1662-1701
Particolarmente ricca a Monaco fu anche la produzione del luigino, la moneta da 1/12 di écu imitata (o contraffatta) da parecchie autorità nel corso degli anni 1660.
Écu pistoletè una moneta d'oro coniata dai duchi di Lorena dal 1555 al 1709, per la prima volta sotto Carlo III (1545-1608) con lo stemma al dritto e la croce di Gerusalemme al rovescio.
Lo stesso nome ebbe una moneta d'oro battuta a Ginevra dalla seconda metà del XVI secolo.
Écu di BernaLa città di Berna usò per un breve periodo vecchie monete francesi d'argento apponendo una contromarca che ne indicava il valore in 40 Batzen, cioè 4 Franken. Una contromarca recava lo stemma bernese con l'orso e l'altra l'indicazione del valore, 40 BZ. Le monete usate furono: lo scudo con l'alloro (écu aux lauriers) di Luigi XV e Luigi XVI, lo scudo della Convenzione (écu conventionel) e la moneta da sei lire (six livres). Anche il canton Vaud usò le stesse monete una contromarca ed il valore fu invece fissato in 39 Batzen.